# Station Deurle
Station Deurle was een station op spoorlijn 75 tussen station Deinze en station De Pinte in Deurle, sinds 1977 een deelgemeente van Sint-Martens-Latem. Het station werd geopend op 22 september 1839 en op 3 juni 1984 gesloten. Het station had als telegrafische afkorting FDU en lag aan de Klapstraat die hier de spoorlijn dwarst.
0: Gent-Sint-Pieters ·
3,7: Sint-Denijs-Westrem ·
5,0: Hemelrijk ·
6,1: De Pinte ·
9,0: Broekstraat ·
9,8: Deurle ·
12,1: Muizenhol ·
13,1: Beekstraat ·
13,8: Astene ·
15,1: Deinze ·
19,0: Machelen ·
22,0: Olsene ·
24,4: Zulte ·
27,3: Waregem ·
31,8: Desselgem ·
33,9: Beveren-Leie ·
36,1: Harelbeke ·
41,4: Kortrijk ·
42,2: Kortrijk-Vorming ·
43,9: Marke ·
46,5: Lauwe ·
49,8: Aalbeke ·
53,8: Moeskroen